# Franz Itting
Franz Itting (* 11. September 1875 in Saalfeld/Saale; † 21. Mai 1967 in Ludwigsstadt) war ein thüringischer Industriepionier.
Itting baute in Probstzella bereits 1909 ein Elektrizitätswerk auf (Inbetriebnahme am 2. September 1909) und machte sich durch sein soziales Engagement einen Namen. Er baute 1925–1927 in Probstzella das Haus des Volkes als kulturellen Mittelpunkt der Region. Itting ermöglichte so „einfachen Leuten“, ein hochstehendes kulturelles Angebot wahrzunehmen.
In der NS-Zeit wurde der bekennende Sozialdemokrat als „Roter Itting“ politisch angefeindet und inhaftiert. Nach Kriegsende galt Itting als „Kapitalist“ und wurde 1948 erneut inhaftiert. Nach seiner Entlassung aus dem Gefängnis wurde seine Familie enteignet und siedelte ins bayerische Ludwigsstadt über.
2002 griff der Journalist Roman Grafe die Geschichte des unter beiden Diktaturen verfolgten Industriellen auf und schilderte sie in dem Buch Die Grenze durch Deutschland (Studienausgabe, Siedler 2005). Drei Jahre später entstand von demselben Autor der Dokumentarfilm Mehr Licht. Das Lebenswerk des Franz Itting (D 2005/MDR 2007). 2012 veröffentlichte Roman Grafe eine gleichnamige Buch-Biographie. 2014 gestaltete er im Haus des Volkes Probstzella ein Franz-Itting-Museum.

## Ehrungen
- 1955: Verdienstkreuz am Bande der Bundesrepublik Deutschland